# Sermitsiaq (góra)
Sermitsiaq – szczyt w Grenlandii o wysokości 1210 m n.p.m., w pobliżu którego leży stolica Grenlandii Nuuk.